# Alexis Crimes
Alexis Crimes est une joueuse de volley-ball américaine née le 12 juin 1986 à Honolulu (Hawaï). Elle mesure 1,91 m et joue au poste de centrale. Elle totalise 41 sélections en équipe des États-Unis.

## Clubs
| Club                   | De        | À         |
| ---------------------- | --------- | --------- |
| Long Beach State       | 2004-2005 | 2006-2007 |
| États-Unis             | 2007-2008 | 2008-2009 |
| Llaneras de Toa Baja   | 2009-2009 | 2009-2009 |
| États-Unis             | 2009-2010 | 2009-2010 |
| SVS Post Schwechat     | 2010-2011 | 2010-2011 |
| BKS Stal Bielsko-Biała | 2011-2012 | 2011-2012 |
| Volley Bergamo         | 2012-2013 | 2012-2013 |
| Lokomotiv VK           | 2013-2014 | 2013-2014 |
| Sarıyer Belediyesi     | 2014-2015 | …         |

## Palmarès

### Clubs
- Championnat de Porto Rico
  - Vainqueur : 2009.
- Championnat d'Autriche
  - Vainqueur : 2011.

### Distinctions individuelles
- Coupe panaméricaine de volley-ball féminin 2008: Meilleure attaquante.